# Bulbophyllum gracilicaule
Bulbophyllum gracilicaule är en orkidéart som beskrevs av Walter Kittredge. Bulbophyllum gracilicaule ingår i släktet Bulbophyllum och familjen orkidéer. Inga underarter finns listade i Catalogue of Life.